# Iglesia de Sant Romà de Vila
La iglesia de Sant Romà de Vila es una iglesia románica situada en el pueblo de Vila en la parroquia andorrana de Encamp.
En julio del año 2003 fue declarada Bien de Interés Cultural de Andorra.

## Descripción

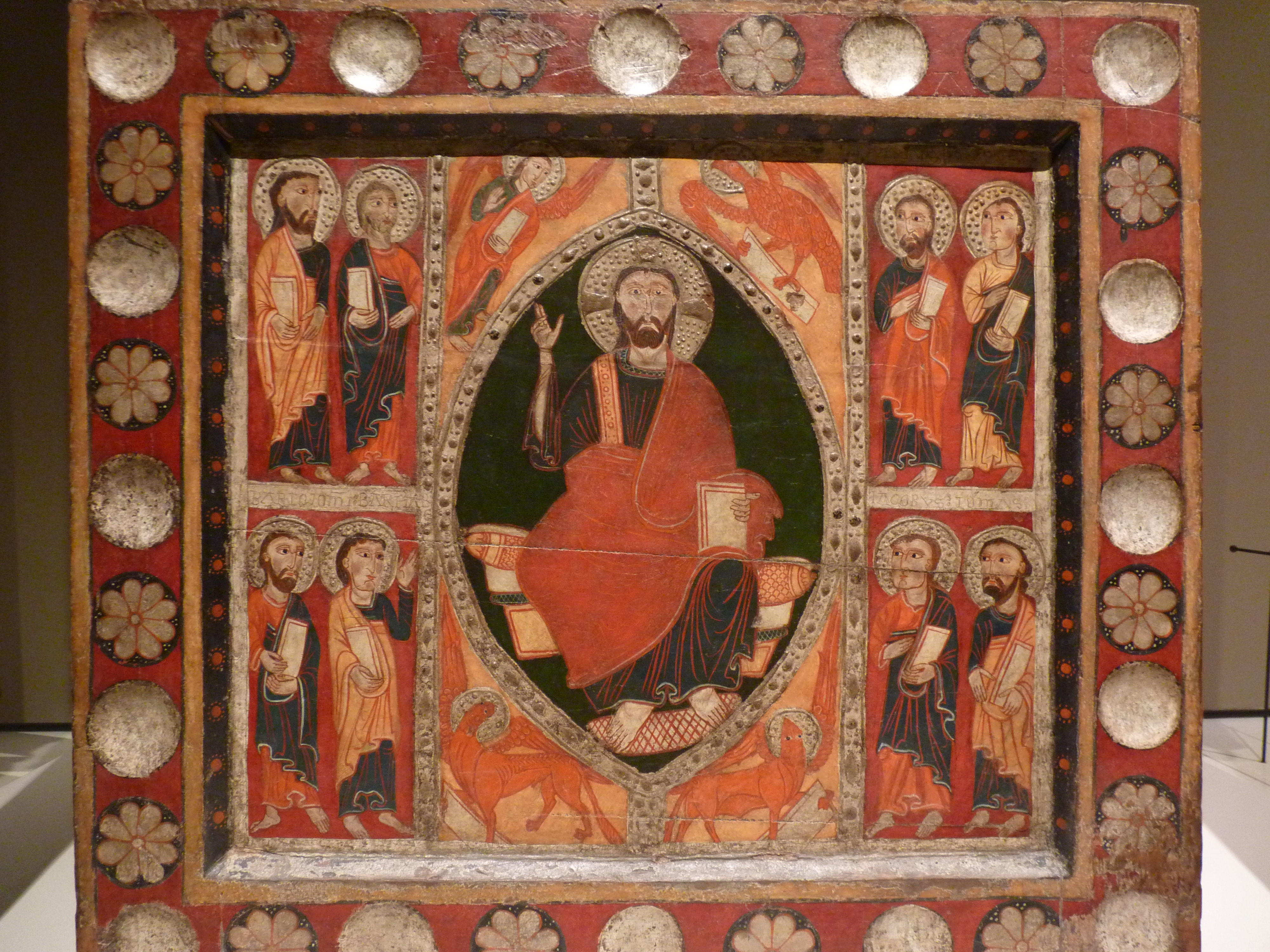
Frontal de altar de Sant Romà de Vila, actualmente en el MNAC.

Existe constancia documental de una capilla románica del siglo XII en el lugar de vila. Probablemente el muro de la puerta de entrada y el campanario son los originales. La iglesia ha sido datada del siglo XIII por el frontal de altar de madera policromada que se conserva en el Museo Nacional de Arte de Cataluña desde el año 1922. Este frontal representa la Maiestas Domini rodeada por cuatro parejas de apóstoles.
La planta es de una única nave rectangular con un ábside trapezoidal que sustituyó el primitivo ábside semicircular en las reformas a principio del siglo XX. Sobre el muro oeste hay un campanario de espadaña con un solo ojo, cubierto con dos vertientes.
Los muros son de piedras irregulares con argamasa de cal como material de unión. La cubierta es a dos vertientes con un entramado de madera y losas de pizarra encima.